# Paul Hoffmann & Co. (Berlin)
Paul Hoffmann & Co. oder auch Neuheiten-Vertrieb Electra Paul Hoffmann & Co. (kurz „N.V.E.“) war ein 1904 in Berlin gegründeter und in das Handelsregister eingetragener Neuheiten- und Bild-Verlag für Fotografien und Reklamemarken sowie Ansichts- und Propagandakarten. Sitz des Unternehmens war zeitweilig die Belziger Straße 69 (ehemalige Hausnummer 27).

## Geschichte und Beschreibung

„Trinkwasser-Fassungsstelle an der Isonzofront. Mittels Autos wird das Wasser den verschiedenen Truppenteilen zugeführt“; Kilophot Nr. 1317

Die zur Zeit des Deutschen Kaiserreichs Anfang des 20. Jahrhunderts gegründete Firma war im Besitz der beiden Gesellschafter Felix Freund und Paul Hoffmann, wobei Felix Freund das Unternehmen gegenüber Dritten auch alleine vertreten konnte.
Mit seiner Elektra-Serie „Neues aus aller Welt“ versuchte der Verlag mit farbig umrahmten und im Lichtdruck preiswert vervielfältigten Schwarz-Weiß-Fotografien einzelne Momente der Zeitgeschichte auf Reklamemarken festzuhalten.
1908 meldete Felix Freund mit seiner „Schöneberger Luxuspapier-Industrie“ ein Patent für einen zum Schutz gegen Einstauben und Diebstahl verschließbaren Postkarten-Verkaufsschrank an.
Zur Biographie des Namensgebers des Unternehmens wurde bisher noch wenig geforscht. Im Ersten Weltkrieg war Paul Hoffmann einer der offiziellen Fotografen für Kriegsberichterstattung und machte gleich zu Beginn des Krieges Bilder vom Einmarsch der deutschen Truppen in Belgien. Die Lebensdaten Paul Hoffmanns sind nicht bekannt.
Das Deutsche Historische Museum (DHM) war Anfang 2018 im Besitz von rund 200 originalen Fotoabzügen von Paul Hoffmann & Co. aus der Zeit des Ersten Weltkriegs. Das Konvolut besteht aus Propaganda-Postkarten mit Ansichten verschiedener „Kriegsschauplätze und -einsätze, Schützengräben, Gefechtsstellungen, Kriegerdenkmäler und ähnlichem“.

„Oesterreichischer 120er Scheinwerfer-Zug auf der Fahrt zur Isonzo-Front“; zensiert, Kilophot Nr. 1320
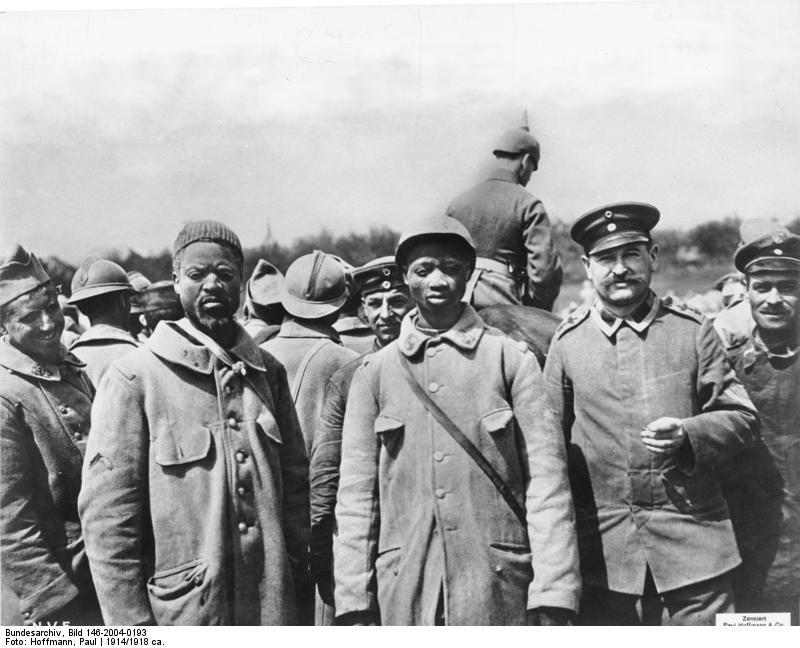
„Charakteristische Gefangenen-Typen aus den letzten Kämpfen in Flandern“; (Neuheiten Verlag Elektra) N.V.E. 1787
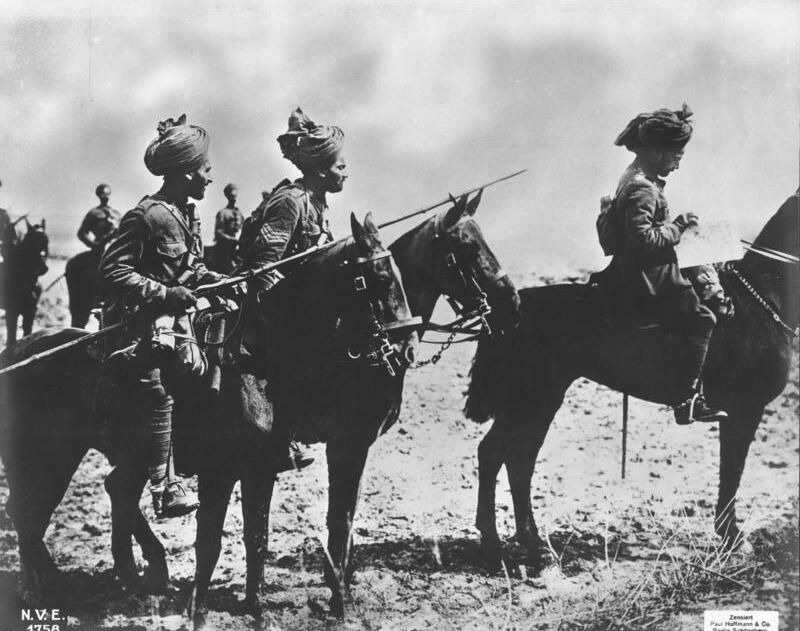
„Von den farbigen Engländern an der Westfront. Indische Kavallerie auf einem Erkundungsritt“; N.V.E. 1758
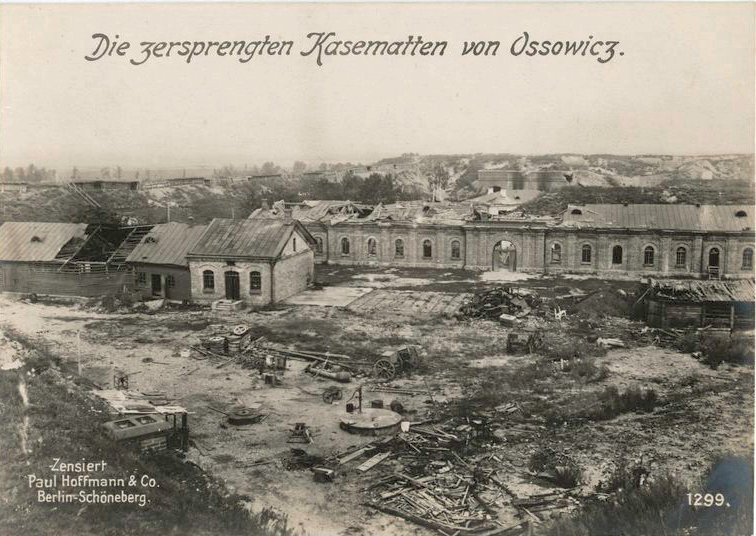
„Die zersprengten Kasematten von Ossowicz“; 1299
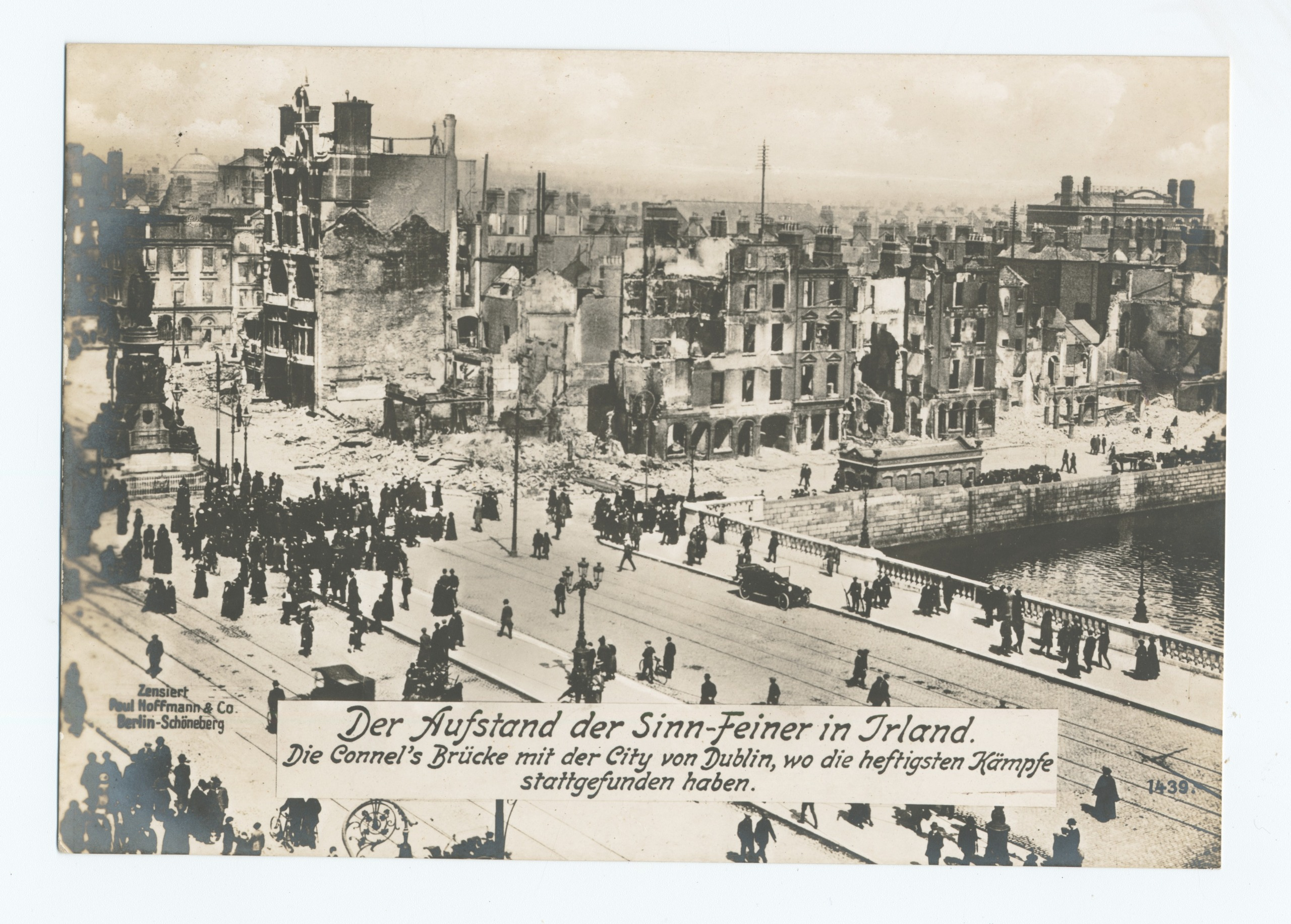
„Der Aufstand der Sinn-Feiner in Irland. Die Connel’s Brücke mit der City von Dublin, wo die heftigsten Kämpfe stattgefunden haben“; 1439